# M3榴彈炮

M3榴彈炮（105mm Howitzer M3）是美國在第二次世界大戰研製量產的榴彈炮。該武器炮架與制退復進機可與M116榴彈炮互通，以105公釐火炮標準重量相當輕盈，適合供輕裝部隊運用，二戰時主要由美軍空降部隊配備。

## 背景
美國陸軍在第二次世界大戰爆發後，開始將現役單位改組為空降部隊；這支新單位因為作戰屬性與以往陸地單位有相當程度的不同，美軍因此得為了他們開發適合的新武器。空降部隊需要也需要榴彈炮提供火力支援，但受到運輸機的限制，因此需要更輕盈的裝備；1941年，美軍開始研發一型稱為T7榴彈炮的武器，它是用M101榴彈炮的炮身截短69公分、整合M116榴彈炮的制退復進機與炮架，使重量控制在2,500磅，可與一定數量的彈藥一同裝載在CG-4滑翔機上空運投入作戰。
原型砲於1942年3月在亞伯丁試驗場通過測試，量產從1943年2月至1944年5月、1945年4月至1945年6月兩個時段進行。1944年諾曼第戰役時已經有至少一個營的M3榴彈炮伴隨美軍空降師投入作戰，不過在1944年初它尚未列為空降師的制式編裝武器，到1944年12月才正式在編裝表內制定。1944年的美軍空降師一般配備3個營的M116榴彈炮，M3榴彈炮是作為增編的第四個炮兵營運用。至1945年時，盟軍空降單位都得到一個額外的M3榴彈炮營提供火力援助。在地面機動時，空降單位使用威利吉普車曳引火砲。除了空降單位，美軍步兵團在1944年後也擴編一個105炮連（編裝6門、由3個榴砲排操作）作為步兵炮強化基層作戰單位火力，它們則使用道奇1½噸軍械車機動。
二戰時M3榴彈炮援引租借法案提供給法國（94門）、英國（2門）、包含巴西、阿根廷、墨西哥等拉丁美洲國家（18門），在美軍量產的火炮當中並非主力輸出武器；二戰後，為協助大韓民國建軍，美軍曾將庫存的M3榴彈砲軍援給大韓民國陸軍，在韓戰爆發前的統計，韓國共獲得了91門M3榴彈炮，韓戰初期的春川戰役韓軍曾投入15門作為砲兵作戰主力，但該役即證明其性能遠遠不如朝鮮人民軍武備，只能以不堪一擊形容。美國在後續的軍援便提供一般主力步兵師規格的M101榴彈炮供韓國運用，這款輕榴彈炮從此退出作戰序列。
中華民國陸軍在1950年代獲得美國重新軍援時，在1951年度軍援計畫獲得一批202門M3榴彈炮，配備在步兵師麾下所轄砲兵營，一營為12門編裝。在八二三炮戰爆發時，有四個師，48門M3榴彈炮佈署在金門島上，但是因為射程無法打擊到廈門與福建省的解放軍砲兵陣地，因此在炮戰期間由美國提供M101榴彈炮替換。
雖然重量問題有所控制，但是過短的炮管出現一些毛病；M3榴彈炮設計時企圖兼容M2榴彈炮的105公厘榴彈，但美式105榴彈炮藥筒較長，實際射擊時經常出現發射藥燃燒不完全導致射擊彈道出現誤差的缺點；該問題後來使用更快速燃燒的發射藥配方解決，即便M3使用的炮彈尺寸和M2相同，但因砲彈使用的特規速燃發射藥，因此除了彈頭以外後勤仍不互通。使用該規格發射藥時可在M14發射藥筒裝載到5號裝藥；如果使用在M2榴彈炮上的標準版發射藥時，限定不能裝載超過3號裝藥。
| M3榴彈炮生產狀況 |       |      |      |       |
| 年分             | 1943  | 1944 | 1945 | 總數  |
| 產量             | 1,965 | 410  | 205  | 2,580 |